# Fantasy Warriors
Fantasy Warriors is een tabletop-regelset, die werd geschreven door de Engelsman Nick Lund voor de (thans) gefailleerde spellenfirma Grenadier. Het spel werd met plastic ork- en dwergenminiaturen in de 25/28mm-schaal in een doos uitgegeven.
Er bestaat een officiële uitbreiding, uitgegeven door Grenadier, The FW Companion. De rechten van het spel en de daarbijhorende Grenadierfiguren zijn via het Italiaanse Nemo thans in handen van de Italiaanse miniaturenfirma Mirliton. Deze firma heeft de regels gratis ter beschikking gesteld.
De regelset is gratis en is onafhankelijk van miniaturenfirma's. De speler mag voor zijn legers gebruikmaken van welke figuren hij/zij maar wil. De regels zijn te downloaden op diverse websites. Op de Engelse miniaturensite FU!UK is een aparte pagina ingeruimd voor de regels en daar zijn ook uitbreidingen te downloaden.